# Condado de Butler (Nebraska)

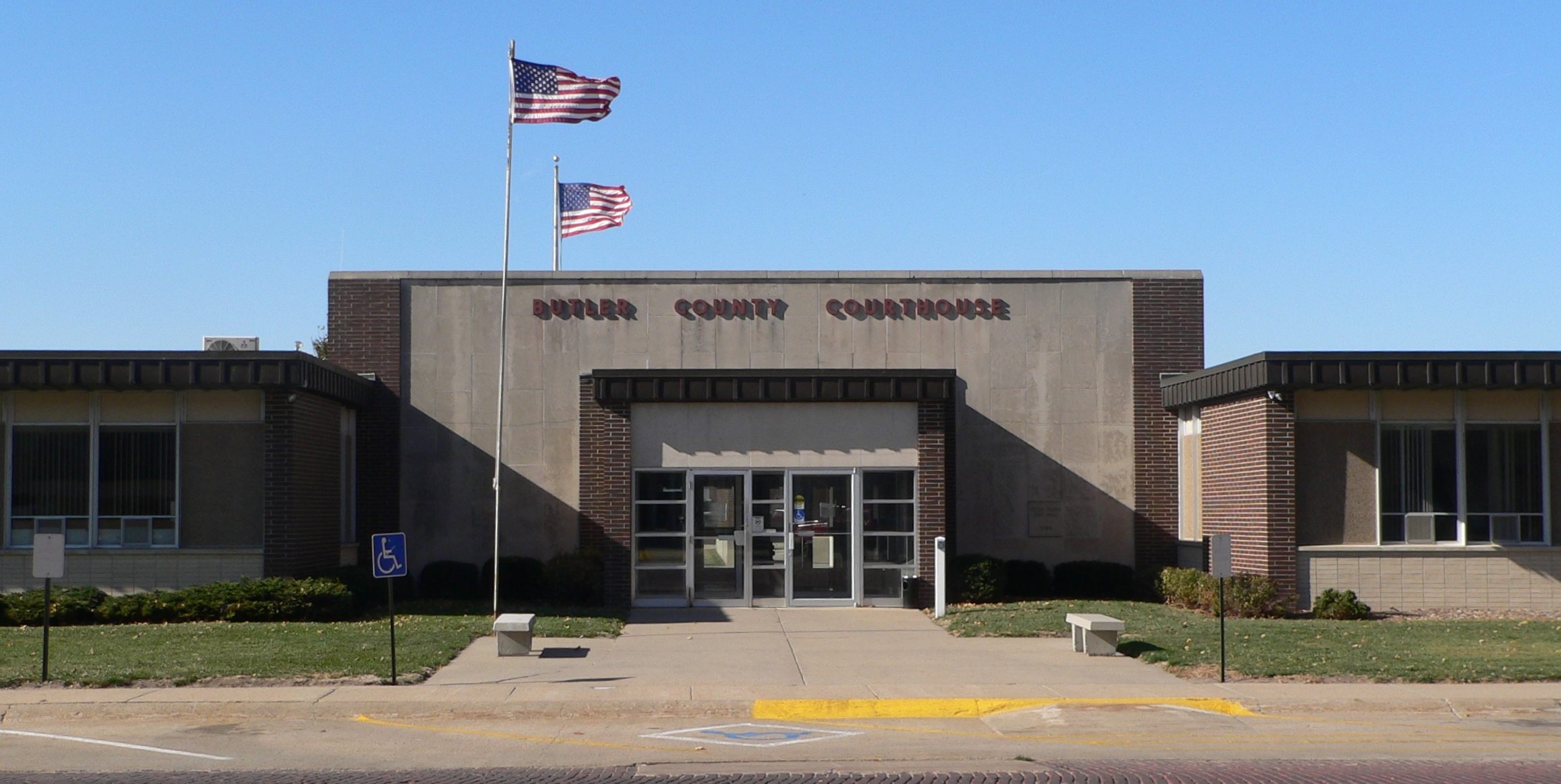
Tribunal do condado de Butler em Grant, Nebraska

O Condado de Butler é um dos 93 condados do estado norte-americano de Nebraska. A sede do condado é David City, que é também a sua maior cidade. O condado tem uma área de 1513 km² (dos quais 3 km² estão cobertos por água), uma população de 8767 habitantes, e uma densidade populacional de 6 hab/km² (segundo o censo nacional de 2000). Foi fundado em 1887 e o seu nome é uma homenagem a David Butler ou a William Orlando Butler.